# Terminalia arjuna
Espèce
Classification APG II (2003)

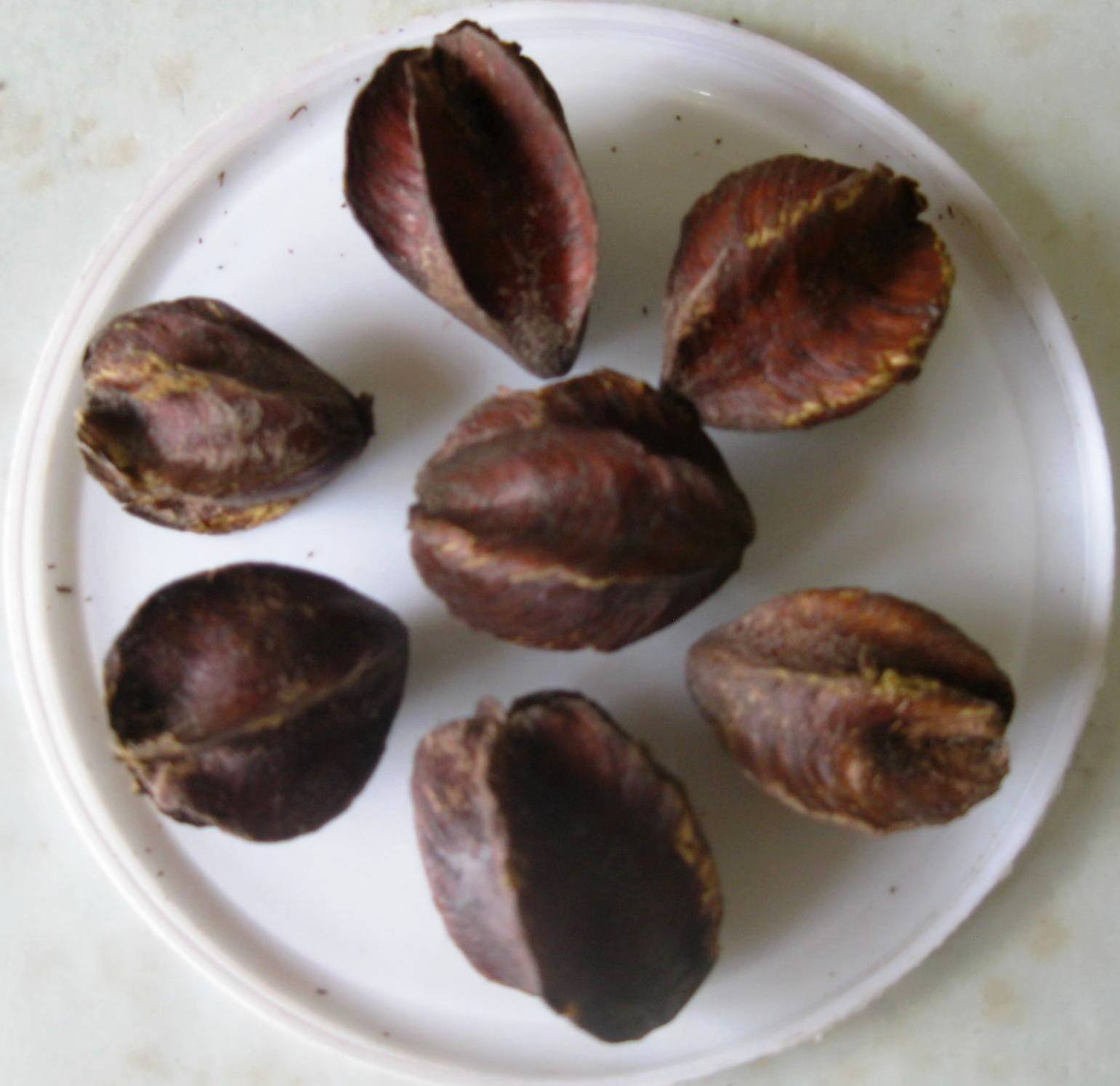
Fruits d'Arjuna (séchés).

Terminalia arjuna, l’arjuna, est une espèce de plantes à fleurs de la famille des Combretaceae. C'est un arbre originaire du sous-continent indien (Bangladesh, Inde, Sri Lanka).

## Description
Cet arbre atteint environ 20 à 25 mètres de hauteur. Il possède des feuilles oblongues et coniques qui sont vertes sur le dessus et brunes en dessous. Son écorce est lisse et grise ; il produit des fleurs jaune pâle qui apparaissent entre mars et juin, puis un fruit ligneux glabre de 2,5 à 5 cm, divisé en cinq ailes,.